# Jelšavský kras
Jelšavský kras je geomorfologický podcelek Slovenského krasu. Nachází se v jeho severozápadní části a nejvyšší vrch Slovenská skala dosahuje (622 m n. m.)

## Polohopis
Podcelek tvoří výběžek pohoří v severozápadní části Slovenského krasu, se kterým je spojen ramenem Koniarské planiny. Na severovýchodě sousedí Hrádok, severním směrem železnické predhorie, oba podcelky Revúcké vrchoviny, jižním směrem krajina klesá do Rimavské kotliny, podcelku Jihoslovenská kotlina. 

## Vybrané vrchy
- Slovenská skála (622 m n. m.) - nejvyšší vrch podcelku
- Strieborník (566 m n. m.)
- Tri peniažky (564 m n. m.)

## Chráněná území
Jihovýchodní část území patří do ochranného pásma Národního parku Slovenský kras.

## Turismus
Tato část Slovenského krasu je turisticky méně navštěvovanou částí pohoří a planinou vede jen několik málo turistických stezek. Ve východní části je významná  zeleně značená trasa z Plešivca do sedla Hrádok, na který se připojuje  žlutá trasa z Jelšavskej Teplice. 

## Doprava
Centrální částí vede údolím říčky Muráň silnice II / 532 i železniční trať Plešivec - Muráň, směřující do Revúce. Jelšavou prochází i silnice II / 526 ( Ratková - Štítnik ).